# Alchemilla ocreata
Alchemilla ocreata é uma espécie de rosácea do gênero Alchemilla, pertencente à família Rosaceae.